# Diómál

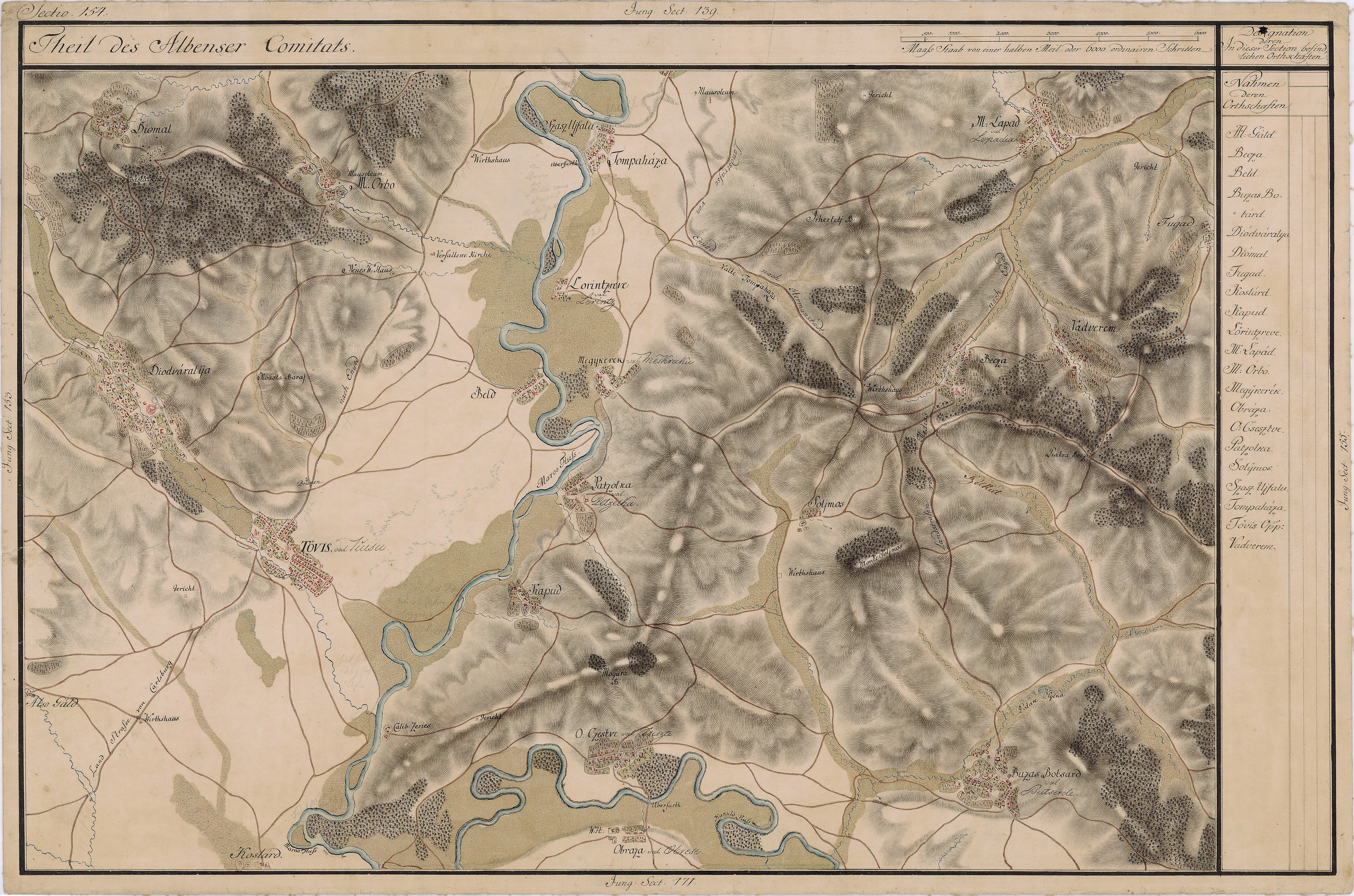
Diómál környéke 1769-1773 között

Diómál (románul: Geomal, németül: Nußdorf) falu Romániában, Erdélyben, az Erdélyi-hegyalján.

## Fekvése
Tövistől 12 km-re északnyugatra fekszik. Felgyógyról vagy Diódról aszfaltozatlan úton közelíthető meg.

## Nevének eredete
Neve magyar eredetű és a Diódi-patakra néző napos hegyoldalra utal (mál 'délre néző hegyoldal'). Első említésekor (Gyomal, 1282) még nem falut, hanem határrészt (hegyet) jelölt. A falu első említése: villa Olahalis Dyomal (1349).

## Története
A gyulafehérvári káptalan telepítette román lakossággal, 1342-ben. 1410-ben a diódi uradalom része, a 18–19. században az erdélyi római katolikus püspökség jobbágyfaluja volt. Közben a 17–18. században ortodox esperesség központja.
Mészégetői főként Nagyenyed piacára dolgoztak.

## Népessége
- 1850-ben 675 lakosából 665 volt román nemzetiségű és 675 ortodox vallású.
- 1900-ban 951 lakosából 950 volt román anyanyelvű és 940 ortodox vallású.
- 2002-ben 451 lakosából 444 volt román nemzetiségű és 446 ortodox vallású.

## Látnivalók
- Ortodox temploma 1779-ben, egy 1664-ből való fatemplom helyén épült. 1813-ban felújították.
- A Măgură Geomalului mészkőszirt (746 m). Oldalában külszíni fejtés működik.
- Ștefan Meteș-emlékház (2005-ben avatták föl).

## Gazdaság
- Mészkőbánya.[2]

## Híres emberek
- Itt született 1887-ben Ștefan Meteș történész.